# Ulak Kedondong
Ulak Kedondong is een bestuurslaag in het regentschap Ogan Komering Ilir van de provincie Zuid-Sumatra, Indonesië. Ulak Kedondong telt 3508 inwoners (volkstelling 2010).